# Brug 288
Brug 288 is een vaste brug in Amsterdam-Centrum.
De verkeersbrug is gelegen in de oostelijke kade van de Oudeschans en voert over de Rechtboomssloot. Rondom de brug staat een aantal gemeentelijke en rijksmonumenten, maar er heeft hier ook relatieve nieuwbouw plaatsgevonden.
Er ligt hier al eeuwen een brug. Op de plattegrond van Amsterdam uit 1599 van Pieter Bast is al een (wellicht dubbele) ophaalbrug te zien. De kaart uit 1625 van Balthasar Florisz. van Berckenrode laat een enkele ophaalbrug zien over de Boom Sloot (de toevoeging Recht volgde later), die hier uitmondt in de Montelbaens Burchwal. Gerrit de Broen tekende in 1737 hier ook een ophaalbrug. Stadsarchitect Abraham van der Hart heeft in zijn tijd een ontwerp getekend voor nieuwe stenen landhoofden met val, maar toen Jacob Olie in 1863 langskwam, lag er nog een houten ophaalbrug. Die brug hield het waarschijnlijk tot 1924 vol, toen schreef de gemeente Amsterdam een aanbesteding uit voor een nieuwe brug. Vanaf 12 mei 1924 was de brug voor 18 weken gestremd. De brug die er in 2017 ligt is neergelegd in 2004, waarbij ze een betonnen fundering en vermoedelijk ook betonnen overspanning kreeg. De brug behield haar laat-19e-eeuwse balustrades, opvallend daarin zijn twee natuurstenen pylonen aan de kant van de Oudeschans.
De brug stond tot april 2016 enigszins bekend als Lastagebrug. Per die maand trok de gemeente Amsterdam alle officieuze benamingen van bruggen in en ging de brug alleen met haar nummer door het leven.

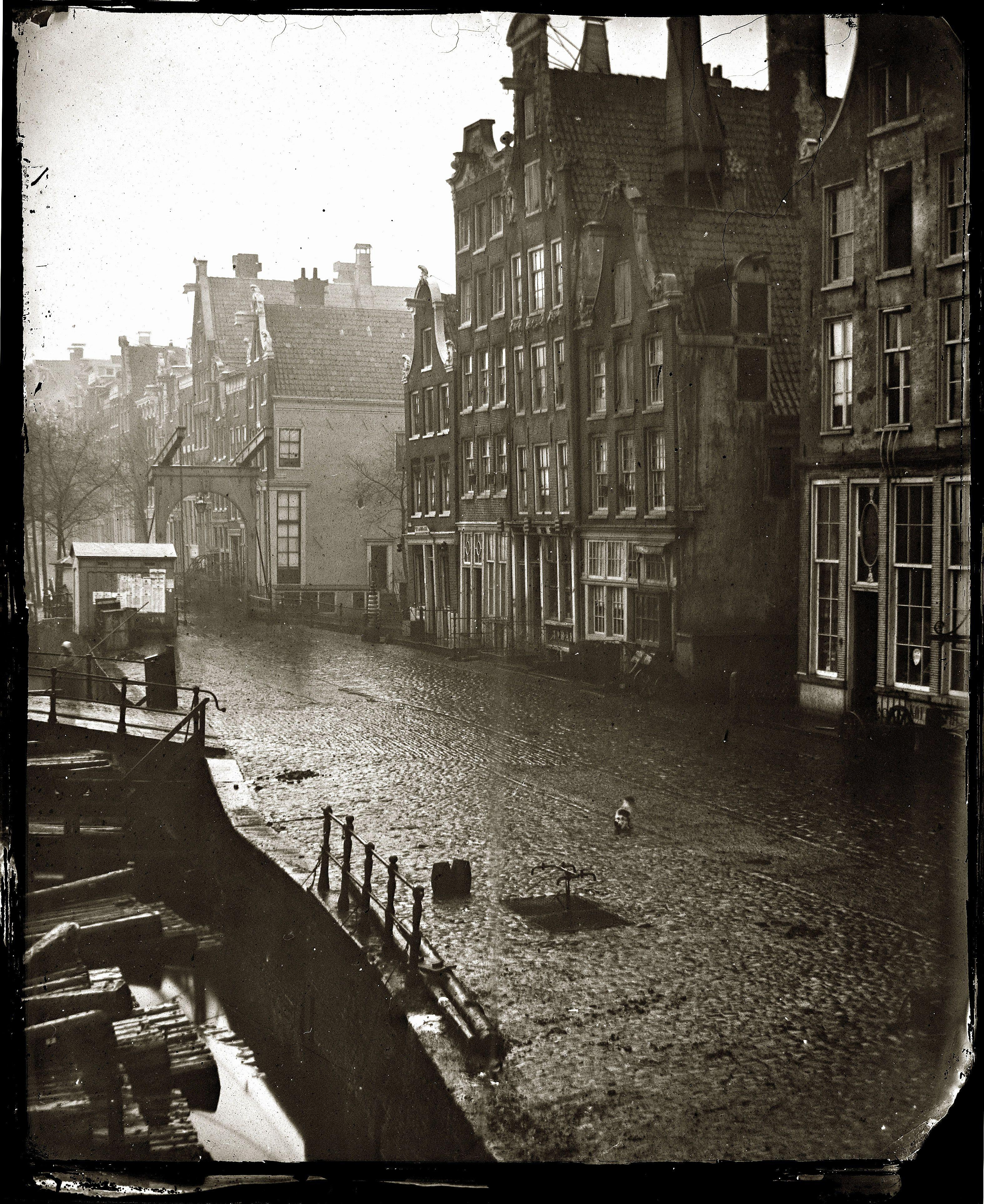
Jacob Olie met de brug in 1863, links de verdwenen Scheepjesbrug voor de Ridderstraat
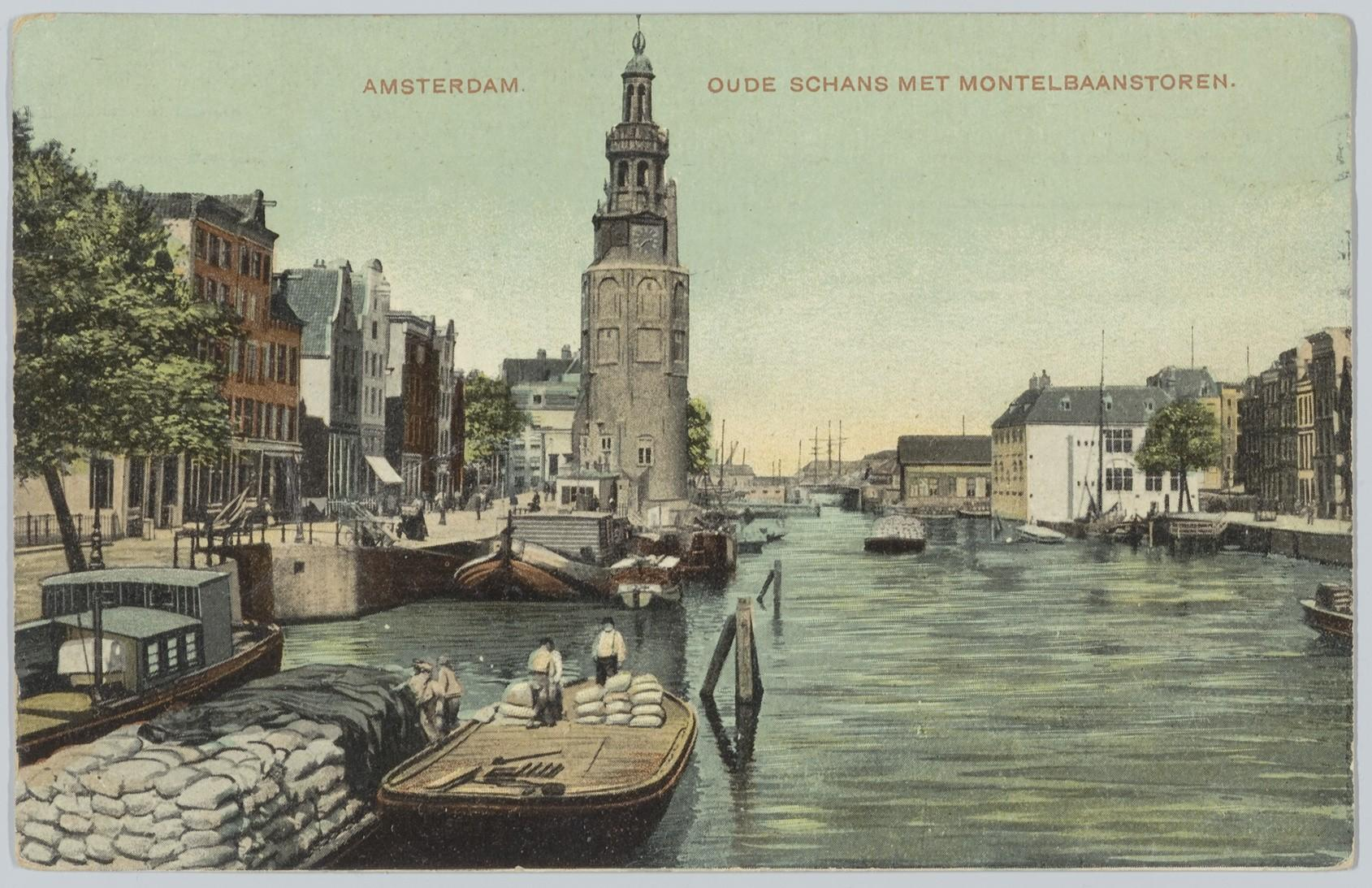
Brug (links) in circa 1900
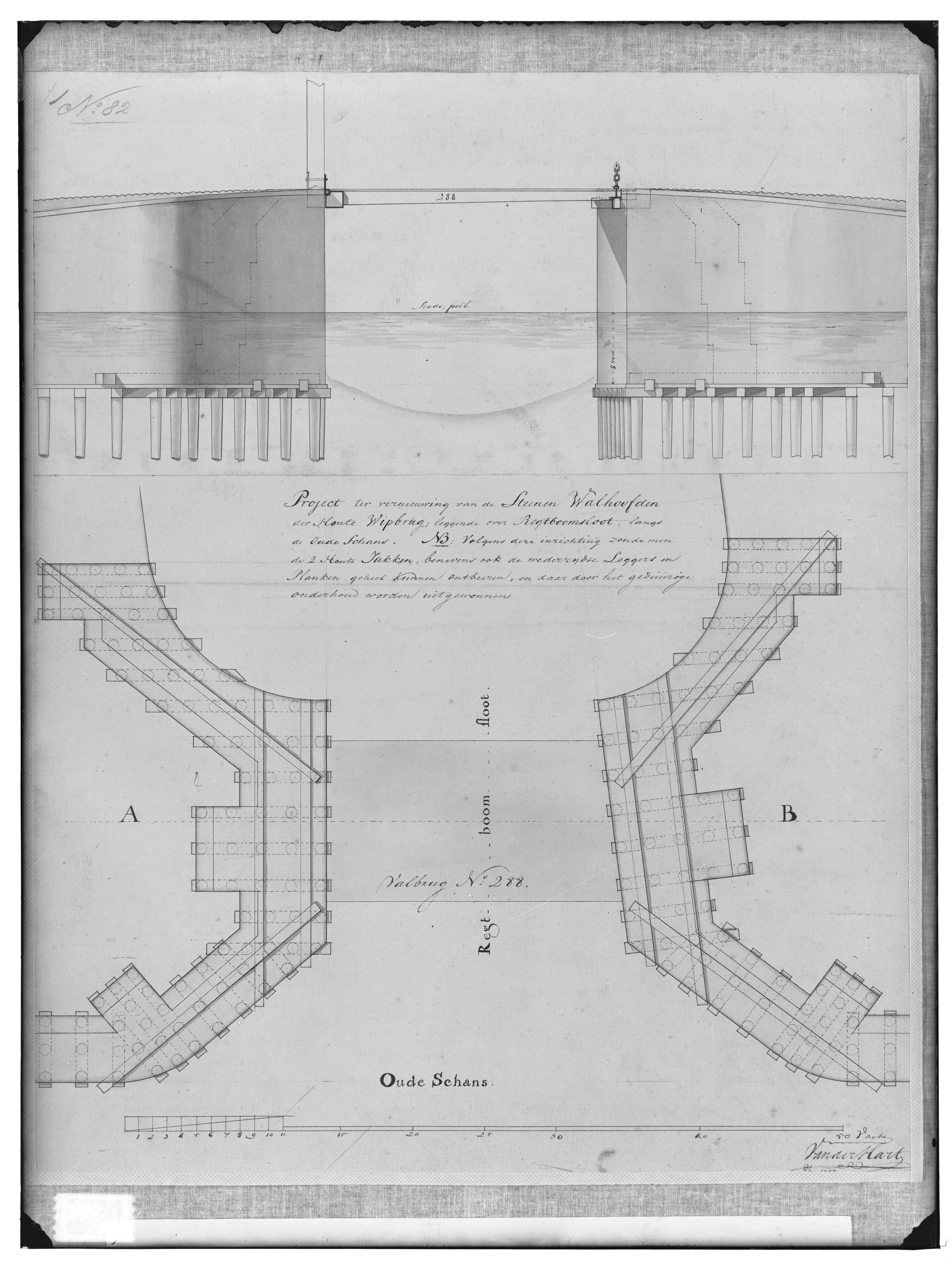
Bouwtekening walhoofden van brug 288

<<< · 200 · 201 · 202 · 203 · 204 · 205 · 206 · 207 · 208 · 209 ·  210 · 211 · 212 · 213 · 214 · 215 · 216 · 217 · 218 · 220 · 221 · 222 · 223 · 224 · 225 · 226 · 227 · 228 · 228P · 229 · 230 · 231 · 232 · 233 · 234 · 235 · 236 · 237 · 238 · 239 ·  240 · 241 · 242 · 243 · 244 · 245 · 246 · 247 · 248 · 249 ·  250 · 251 · 252 · 253 · 254 · 255 · 256 · 257 · 258 · 259 · 260 · 261 · 262 · 263 · 264 · 265 · 266 · 267 · 270 · 271 · 272 · 273 · 274 · 275 · 277 · 278 · 279 · 280 · 281 · 283 · 285 · 286 · 287 · 288 · 289 · 290 · 291 · 292 · 293 · 295 · 296 · 297 · 298 · 299 · >>>
Brugnummers 219, 268, 269, 276, 282, 284, 294 zijn niet (meer) in omloop.